# Jack Trees
Jack Trees (1912) è stato un calciatore inglese, di ruolo difensore.

## Carriera
Nella stagione 1931-1932 gioca in Third Division South (terza divisione inglese) con il Darlington, per poi passare a stagione in corso ai francesi dell'Olympique Marsiglia, nella cui squadra riserve gioca nella seconda parte della stagione.
Nella stagione 1932-1933 gioca invece nella prima squadra dei francesi, con cui totalizza 12 presenze nella prima divisione francese, nella quale la sua squadra arriva seconda in classifica nel girone A; viene riconfermato anche per la stagione 1933-1934, nella quale dopo aver giocato altre 4 partite in campionato viene però ceduto al Brighton, con cui termina la stagione giocando nel campionato di Third Division South.
Nella stagione 1934-1935 gioca con l'Amiens, nel campionato di Division 2, la seconda divisione francese. A fine anno, nel 1935, è costretto ad interrompere la carriera a causa di una malattia.